# 秋田県道143号石川向能代線
秋田県道143号石川向能代線（あきたけんどう143ごう いしかわむかいのしろせん）は、秋田県山本郡八峰町から能代市に至る一般県道である。

## 概要
八峰町峰浜石川から、能代平野を南西方向に能代市のJR東日本 五能線 向能代駅周辺まで斜めに横切る路線である。五能線を渡ると米代川手前で秋田県道205号富根能代線に合流し、西方向へ進み、約600メートルで能代市落合・交点を北方向に進み国道101号に合流する。
なお、2012年4月に秋田県道63号常盤峰浜線のルートが変更されたことにともない、起点では町道（旧主要地方道常盤峰浜線）に接続するだけとなり、県道63号には途中の外荒巻交差点（能代山本広域農道重複）で接続する。また、当路線は米代川の手前で北に折り返すため、能代市中心部には入らない。

### 路線データ
- 総延長：9.591 km[3]
- 実延長 : 9.561 km[3]
- 起点 : 秋田県山本郡八峰町峰浜石川字石川435番地先[4]北緯40度16分11.62秒 東経140度5分36.49秒
- 終点 : 秋田県能代市落合字砂田63番1地先（能代球場入口交差点、国道101号交点）[4]北緯40度14分0.25秒 東経140度1分34.1秒
- 未供用区間 : なし[3]

## 歴史
- 1976年（昭和51年）4月13日 - 秋田県道に認定される[4]。
- 1990年（平成2年）1月19日 - 終点を能代市向能代字平影野84番3地先（秋田県道205号富根能代線交点）から同市落合字砂田63番1地先（能代球場入口交差点 = 国道101号交点）に変更する[5]。

## 路線状況

### 重複区間
- 秋田県道205号富根能代線（能代市向能代・交点 - 能代市落合・向能代交差点）

### 冬期閉鎖区間
- なし[6]

### 交通不能区間
- なし[7]

## 地理

### 通過する自治体
- 山本郡八峰町 - 能代市

### 交差する道路
| 施設名             | 接続路線名                              | 備考     | 所在地 |
| ------------------ | --------------------------------------- | -------- | --- |
|                    |                                         | 起点     | 山本郡八峰町峰浜石川字石川                                                                                           |
| 外荒巻交差点       | 秋田県道63号常盤峰浜線 能代山本広域農道 |          | 能代市朴瀬北緯40度15分20.57秒 東経140度4分36.77秒                                                                    |
| - 向能代交差点     | 秋田県道205号富根能代線                 | 重複区間 | 能代市向能代字上野越北緯40度13分15.2秒 東経140度2分15.32秒 能代市落合字上谷地北緯40度13分20.45秒 東経140度1分48.57秒 |
| 能代球場入口交差点 | 国道101号                               | 終点     | 能代市落合字砂田 |

### 沿線の施設
- あきた白神農業協同組合 のしろ北支店
- 能代市立東雲中学校
- JR東日本 五能線 向能代駅（市道経由）
- 向能代郵便局
- 能代厚生医療センター（市道経由）
- マックスバリュ能代北店